# マンミ

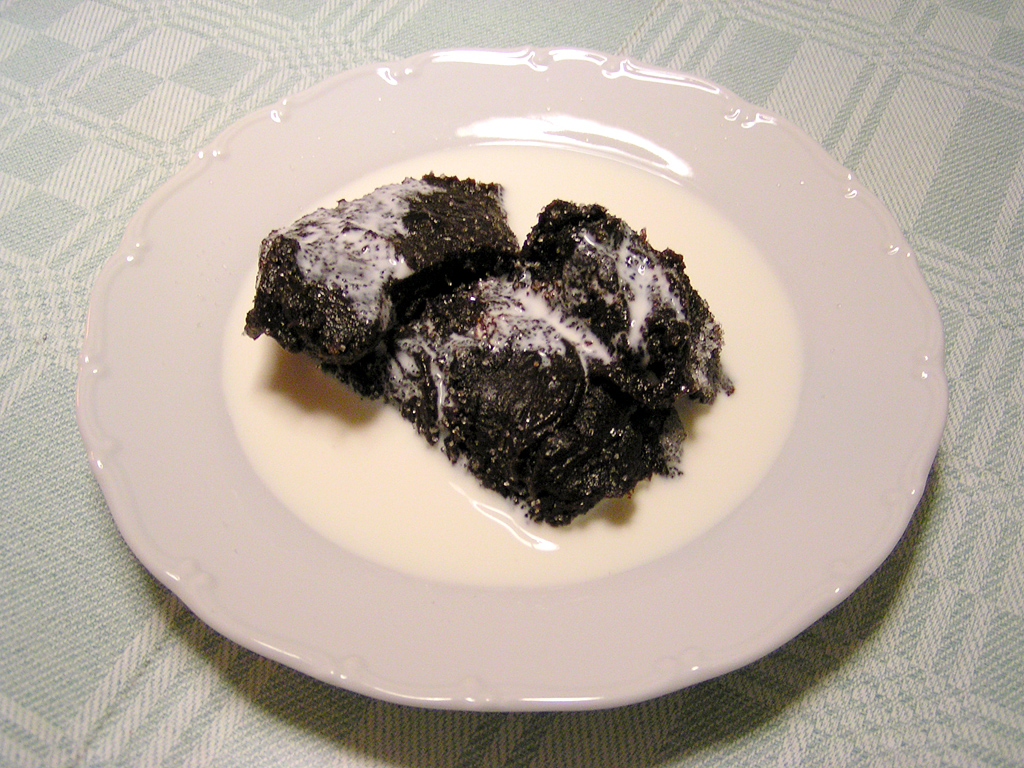
クリームと砂糖がかかったマンミ

マンミ（フィンランド語: Mämmi）は、復活祭のデザートとして供される伝統的なフィンランド料理である。ライ麦粉やライ麦の麦芽粉を練って焼いた食べ物で、形状は餡に似た黒いペーストだが味は全く異なっている。スウェーデンでは「メンマ」 (Memma) と呼ばれている。
作り方はライ麦粉、ライ麦麦芽粉を湯で練り上げ、塩、糖蜜、オレンジピールで味を調えたらオーブンで3～4時間ほど焼き上げる。焼き上がったマンミは冷蔵し冷ましたものを供する。伝統的には樹皮のついたシラカバの箱に入れて貯蔵されていたが、市販品でも段ボール箱に白樺の樹皮をプリントして伝統を演出している商品もある。
味はライ麦の感触が残り、ほのかに甘酸っぱい。牛乳やクリームの中に落とし、砂糖やバニラクリームをかけて食べるのが一般的である。

## 歴史
マンミを文献で初めて言及したのは王立オーボ・アカデミーの教授で神学者の、ダニエル・ユスレニウスである。彼は1700年にオーブンで焼いて白樺の樹皮を用いた容器に入れたフィンランドの粥について触れ、「それは黒っぽい色だが、非常に甘い。それは酵母のないパンとしてイースターで食べられる」と言及している。それ以前にも、13世紀にはフィンランド南西部で食べられていた。化学者ペール・アドリアン・ガッドは1751年に、ライ麦粉とライ麦麦芽粉を湯で練ってオーブンで焼くという現代に繋がるマンミのレシピを公開している。歴史家ヘンリク・ガブリエル・ポルハタンは、マンミがハメや南西スオミでは広まっているが、カレリアやポフヤンマー、サヴォ地方では未知であったと指摘している。マンミがフィンランド全域に普及したのは1930年代である。

## ジョーク
マンミはその形状や色、風味から好みが分かれている。
第二次世界大戦後、フィンランドのごく一般的な村を訪れた難民救済調査官は、イースターで供されていたマンミを見て、すぐに街に戻り、「至急救援物資を送ってくれ!　彼らは一度食べたもの(大便のこと)をまた食べている」と報告したという。